# اتفاقية الحقوق السياسية للمرأة
اتفاقية الحقوق السياسية للمرأة هي اتفاقية دولية أقرّتها الجمعية العامة للأمم المتحدة خلال الجلسة العامة رقم 409، في 20 ديسمبر 1952، وتم اعتمادها في 31 مارس 1953. وتهدف الاتفاقية إلى تقنين المعايير الدولية الأساسية للحقوق السياسية للمرأة.

## نظرة عامة
التمهيد
تنص الاتفاقية على المبدأ رقم21 في الإعلان العالمي لحقوق الإنسان، و الذي ينص على أن لكل مواطن الحق في المشاركة في بناء حكومة دولته واستخدام الخدمات العامة المقدمة منها، وهذا ما تحميه اتفاقية حقوق المرأة السياسية ليظل حق لكل امرأة..

### البنود
تنص الاتفاقية على ثلاثة بنود::
البند الأول: حق التصويت في الانتخابات..
البند الثاني: حق المشاركة في الانتخابات..
البند الثالث: الرئاسة والعمل في المكاتب الحكومية..
و إضافة لهذه البنود المذكورة، فقد أشارت إلى مساواة الرجل بالمرأة في جميع الحقوق والواجبات بدون أي تمييز بين الطرفين. أما بالنسبة لباقي البنود، فهي توضح كيفية تشريع القانون ومتى سيتم تنفيذه..

### الأثر
لقد بدأت الاتفاقية فعليا في17 يوليو 1954، حيث ضمت123 دولة متطرفة من بينهم 122 دولة أعضاء بالأمم المتحدة.
كانت هذه الاتفاقية هي أول تشريع قانوني عالمي يحمي حقوق المرأة السياسية، كما أنه كان أول اتفاق دولي لحماية حقوق المواطن السياسية.
و كانت هذه الاتفاقية أحد جهود الأمم المتحدة بعد الحرب لوضع قوانين لمنع العنصرية ضد المراة، وذلك إلى جانب وجود اتفاقية لحماية جنسية المرأة المتزوجة، و اتفاقية أسس قبول الزواج و تحديد أصغر عمر للزواج وكيفية تسجيل الزواج، والذين اطلقوا في 1985 و 1964
و مؤخرا، أصبحت كل هذه الاتفاقيات في اتفاقية واحدة لتسليط الضوء على كل أشكال العنصرية ضد المرأة، حيث أصبحت تلك الاتفاقية أكثر توسعا وانتشارا و توضيحا لتشريع القوانين ضد العنصرية، و التي قد تم الموافقة عليها بالإجماع في1967

## إرث
دخلت الاتفاقية حيز التنفيذ في 7 يوليو 1954.  اعتبارًا من أغسطس 2015 ، أصبح لها 123 دولة طرفًا، تضم 122 دولة عضو في الأمم المتحدة بالإضافة إلى دولة فلسطين .
كانت الاتفاقية أول تشريع دولي يحمي المساواة في مكانة المرأة في ممارسة الحقوق السياسية.  علاوة على ذلك، كانت أول معاهدة دولية تلزم دولها بحماية الحقوق السياسية للمواطنين.  كانت الاتفاقية واحدة من الجهود العديدة التي بذلتها الأمم المتحدة في فترة ما بعد الحرب لوضع معايير لعدم التمييز ضد المرأة ؛ والبعض الآخر على اتفاقية جنسية المرأة المتزوجة، واتفاقية الرضا بالزواج، يدخل حيز النفاذ في عام 1958 و 1964، على التوالي.
أُدرجت الحقوق التي حددتها الاتفاقية في الاتفاقية الأحدث والأكثر جوهرية بشأن القضاء على جميع أشكال التمييز ضد المرأة .  هذه الاتفاقية اللاحقة، وهي تشريع أوسع نطاقًا وأكثر وضوحًا بشأن عدم التمييز، بتصويت بالإجماع في عام 1967